# Alan Anderson
Pour les articles homonymes, voir Alan Anderson (homonymie) et Anderson.
Alan Jeffery Anderson, né le 16 octobre 1982 à Minneapolis dans le Minnesota aux États-Unis, est un joueur américain de basket-ball.

## Carrière universitaire
Anderson étudie à la Michigan State University (MSU), où il a joué en National Collegiate Athletic Association (NCAA) avec le Michigan State Spartans équipe masculine de basket-ball. 
Au cours de sa carrière universitaire, il est l'un des meilleurs gestionnaires de la Michigan State University (MSU) avec la balle. Il est le meneur de jeu principal de l'équipe au cours de sa saison junior. Anderson, sans son année senior présente des statistiques de 13,2 points, 5,5 rebonds et 1,6 passe décisive par match, gagnant une sélection dans la All-Big Ten Conference. Il mène les Spartans à la victoire en finale régionale du Championnat NCAA, obtenant le droit de disputer Final Four NCAA. Les Spartans s'inclinent face aux North Carolina Tar Heels sur le score de 87 à 71. Il est élu meilleur joueur de l'équipe par les joueurs de l'équipe et les médias. Il obtient son diplôme de quatre ans de la Michigan State University, le 7 mai 2005, dans le domaine des Services communautaires de la famille. Il occupe le huitième rang dans l'histoire de MSU dans la catégorie du pourcentage au lancer franc avec 81,3 % (soit 265 sur 326 lancers francs tenté).

## Carrière professionnelle
Il signe un contrat d'agent libre avec l'équipe NBA Bobcats de Charlotte, en août 2005. Les Bobcats résilie ce contrat le 28 novembre 2006, mais le signe de nouveau le 17 mars 2007, pour le reste de la saison 2007. Avant cette dernière signature d'Anderson, il évolue avec la NBA Development League avec la franchise des 66ers de Tulsa, avec une moyenne de 15,8 points par match.
Le 13 septembre 2007, il signe un contrat avec le club italien de VidiVici Bologne. Après avoir passé une saison avec Bologne, il signe avec le club russe de Triumph Lyubertsy en 2008. Il rejoint ensuite le club de la ligue adriatique du Cibona Zagreb le 31 décembre, 2008. Le 24 mai 2009, il signe avec le club de la ligue israélienne du Maccabi Tel-Aviv.
Le 21 décembre 2010, Alan Anderson signe un contrat avec le FC Barcelone à la suite de la blessure de Pete Mickeal.
Le 13 février 2011, il remporte la Copa del Rey avec le FCB (face au Real Madrid) et est nommé MVP du tournoi.
Le 26 mars 2012, il signe un contrat d'essai de 10 jours avec les Raptors de Toronto qui le prolonge jusqu'au terme de la saison 2011-2012. 
En juillet 2013, il signe avec les Nets de Brooklyn. Il signe à nouveau avec eux en juillet 2014, cette fois-ci pour un contrat de deux ans. 
Le 7 juillet 2015, il signe aux Wizards de Washington pour un an et quatre millions de dollars.

## Records sur une rencontre en NBA
Les records personnels d'Alan Anderson en NBA sont les suivants, :
| Type de statistique        | Saison régulière | Saison régulière       | Saison régulière | Playoffs | Playoffs           | Playoffs      |
| Type de statistique        | Record           | Adversaire             | Date             | Record   | Adversaire         | Date          |
| -------------------------- | ---------------- | ---------------------- | ---------------- | -------- | ------------------ | ------------- |
| Points                     | 35               | Knicks de New York     | 22 mars 2013     | 23       | @ Hawks d'Atlanta  | 29 avril 2015 |
| Paniers marqués            | 11               | Knicks de New York     | 22 mars 2013     | 9        | @ Hawks d'Atlanta  | 29 avril 2015 |
| Paniers tentés             | 20               | @ Bucks de Milwaukee   | 2 mars 2013      | 11       | @ Hawks d'Atlanta  | 29 avril 2015 |
| Paniers à 3 points réussis | 6                | 2 fois                 | 2 fois           | 4        | @ Hawks d'Atlanta  | 29 avril 2015 |
| Paniers à 3 points tentés  | 12               | @ Heat de Miami        | 23 janvier 2013  | 5        | Hawks d'Atlanta    | 1er mai 2015  |
| Lancers francs réussis     | 9                | Rockets de Houston     | 16 décembre 2012 | 3        | @ Heat de Miami    | 8 mai 2014    |
| Lancers francs tentés      | 9                | 2 fois                 | 2 fois           | 4        | @ Heat de Miami    | 8 mai 2014    |
| Rebonds offensifs          | 4                | 3 fois                 | 3 fois           | 3        | Raptors de Toronto | 2 mai 2014    |
| Rebonds défensifs          | 7                | @ Grizzlies de Memphis | 30 novembre 2013 | 6        | 2 fois             | 2 fois        |
| Rebonds totaux             | 8                | 2 fois                 | 2 fois           | 9        | Raptors de Toronto | 2 mai 2014    |
| Passes décisives           | 8                | Lakers de Los Angeles  | 20 janvier 2013  | 3        | 3 fois             | 3 fois        |
| Interceptions              | 3                | 11 fois                | 11 fois          | 3        | 2 fois             | 2 fois        |
| Contres                    | 3                | @ Raptors de Toronto   | 11 janvier 2014  | 1        | Hawks d'Atlanta    | 1er mai 2015  |
| Balles perdues             | 5                | @ Bucks de Milwaukee   | 14 avril 2007    | 2        | 6 fois             | 6 fois        |
| Minutes jouées             | 47               | Pacers de l'Indiana    | 15 avril 2006    | 32       | @ Hawks d'Atlanta  | 29 avril 2015 |

- Double-double : 0
- Triple-double : 0